# Standerdmolen Kloosterzande
Standerdmolen Kloosterzande is de aanduiding van de naamloze standerdmolen in Kloosterzande in de Nederlandse provincie Zeeland.
De molen werd waarschijnlijk rond 1690 in de buurt van Kuitaart gebouwd als oliemolen en rond 1781 in Kloosterzande weer als korenmolen opgebouwd. In 1959 werd de molen eigendom van de toenmalige gemeente Hontenisse. Thans is de molen eigendom van de gemeente Hulst. Na restauratie in 1995 wordt de molen regelmatig door een vrijwillig molenaar in bedrijf gesteld.
De molen is heeft twee koppels maalstenen die op Vlaamse wijze beide met een apart bovenwiel aangedreven worden. De roeden van de molen zijn bijna 22 meter lang en zijn voorzien van het oudhollands hekwerk met zeilen.